# Ordre d'Alexandre Nevski
Pour les articles homonymes, voir Alexandre Nevski (homonymie).
Ne doit pas être confondu avec Ordre de Saint-Alexandre Nevski ou Ordre d'Alexandre Nevski (fédération de Russie).
Pour un article plus général, voir Titres honorifiques, ordres, décorations et médailles de l'Union soviétique.
 (février 2025).
L’ordre d’Alexandre Nevski (en russe : орден Александра Невского, Orden Aleksandra Nevskogo) est l'une des plus hautes récompenses soviétiques, créée le 29 juillet 1942. Il s'inspire de l'ordre impérial de Saint-Alexandre Nevski, créé en 1725 par Catherine Ire et aboli en 1917 par les bolchéviques après la révolution d'Octobre.

## Historique
L’ordre d’Alexandre Nevski est créé le 29 juillet 1942, en pleine Seconde Guerre mondiale, dans un souci des plus hautes autorités soviétiques de rassembler les forces nationales autour de sujets et références emblématiques de la « Mère-Patrie », la « rodina » russe, en vue de vaincre l'envahisseur allemand. Et dans cette perspective la figure légendaire du vainqueur des Chevaliers teutoniques au XIIIe siècle, le maître de Novgorod, Alexandre Nevski s'imposait. Après le film que lui avait consacré le réalisateur Sergueï Eisenstein, le Comité central décida la création d'un Ordre destiné à récompenser les actes de bravoure et de courage au combat.
Conçu comme un Ordre ne comprenant qu'une seule classe et destiné principalement à récompenser les officiers des armées de terre et de l'aviation qui s'étaient particulièrement distingués au feu, il fut bientôt décidé en haut lieu qu'il pourrait être aussi remis aux différentes unités les plus méritantes. En outre des officiers étrangers pouvaient la recevoir.
En 2010, cet ordre a été recréé, voir : Ordre d'Alexandre Nevski (fédération de Russie).

## Récipiendaire

### Au total
Au total, de 1942 à 1945 :
- 42 000 officiers soviétiques la reçurent ;
- ainsi que 70 officiers étrangers ;
- et 1 470 unités, du bataillon à l'armée ;
- ainsi que l'Escadron de chasse 2/30 Normandie-Niemen (six pilotes ont également reçu la décoration à titre individuel).

### En France
- Joseph Risso (1920-2005),  pilote du régiment Régiment de chasse 2/30 Normandie-Niémen (23/02/1945)
- Pierre Matras (1914-1998), pilote du régiment de chasse 2/30 Normandie-Niémen (04/06/1945)
- Roger Sauvage (1917-1977),  pilote du régiment de chasse 2/30 Normandie-Niémen (04/06/1945)
- Louis Delfino (1912-1968), commandant du régiment de chasse 2/30 Normandie-Niémen (05/05/1965)
- Léon Cuffaut (1911-2002), pilote du régiment de chasse 2/30 Normandie-Niémen (05/05/1965)
- Pierre Pouyade (1911-1979), commandant du régiment de chasse 2/30 Normandie-Niémen (08/05/1965)

## Description
Il se présentait comme une étoile rouge surimposée à une plaque argentée ; étoile, frappée en son centre d'un médaillon arborant un portrait d'Alexandre Nevski, et sur les bords duquel se trouvait une couronne de lauriers.
- dimensions : 50 mm de diamètre
- le ruban était de couleur bleue avec une bande rouge en son milieu
- poids de l'étoile : 40,8 ± 1,7 gramme dont 37,056 ± 1,387 gramme d'argent